# Le Clan des sept
Le Clan des sept (titre original : The Secret Seven) est une série de quinze romans policiers pour la jeunesse écrits par Enid Blyton, publiée de 1949 à 1963 au Royaume-Uni, et de 1958 à 1974 en France par les éditions Hachette dans la collection Bibliothèque rose.
Les personnages de la série Le Clan des sept ont été repris dans une série de douze romans écrits par Evelyne Lallemand (en), publiés de 1976 à 1986 chez Hachette dans la collection Bibliothèque rose sous le titre de série Les Sept. Neuf de ces nouveaux romans, traduits en anglais par Anthea Bell,  ont été publiés sous le titre de série The Seven entre 1983 et 1986 par l'éditeur Knight Books avec un ordre de parution différent de l'ordre français.

## Thème de la série
Version simplifiée du Club des cinq destinée aux lecteurs les plus jeunes, Le Clan des sept relate les aventures gentillettes d'une bande composée de quatre garçons, de trois jeunes filles et de leur chien nommé Moustique. Ces sept personnages résolvent diverses énigmes. De même que pour la série du Club des Cinq, la traduction française transpose en France le contexte des différentes histoires.[réf. nécessaire]

## Personnages
Les sept héros
- Pierre (Peter en VO) : le chef du clan
- Jeannette (Janet) : la sœur cadette de Pierre
- Jacques (Jack en VO)
- Babette (Barbara en VO)
- Georges (George en VO)
- Pam (Pam en VO)
- Colin (Colin en VO)

Autres personnages
- Moustique (Scamper en VO) : le chien du groupe
- M. Dufour : le père de Pierre et de Jeannette
- Suzie : la sœur de Jacques (« la peste »)
- Nicole : amie de Suzie

## Liste des titres

### SérieLe Clan des septd'Enid Blyton
Indépendamment de ces romans, Enid Blyton a également écrit sept nouvelles ayant pour héros le Clan des sept. Ces nouvelles ont fait l'objet d'un recueil publié en 1998 sous le titre Secret Seven: Short Story Collection, chez Hodder & Stoughton.

## Sources
site internet
- Bibliothèque nationale de France (pour la bibliographie)

ouvrage
- Armelle Leroy, Le Club des cinq, Fantômette, Oui-Oui et les autres : Les grandes séries des Bibliothèques Rose et Verte, Paris, Hors Collection, 2005, 110 p. (ISBN 2-258-06753-7)